# N-342

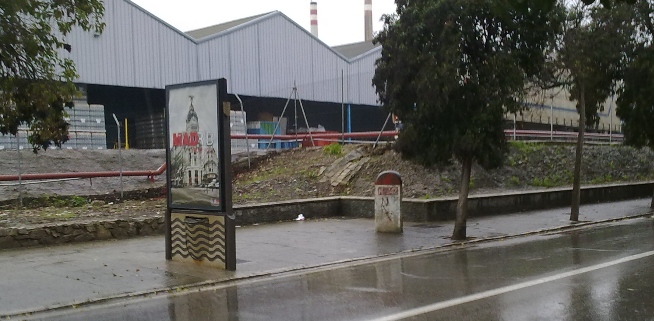
Kilómetro 1 de la N-342 en Jerez de la Frontera

La Nacional N-342 es una antigua carretera nacional española que iba desde Jerez de la Frontera (Cádiz) hasta Puerto Lumbreras (Murcia). Su trazado ha sido sustituido en gran parte por autovía.
El nombre de la carretera N-342 era "Jerez-Cartagena", si bien el tramo comprendido entre Puerto Lumbreras y Cartagena, en provincia de Murcia, nunca se llegó a construir.

## Trayecto
Desde Jerez de la Frontera hasta el enlace 80 de la AP-4 seguía el trazado de la actual carretera A-2005.
Desde el enlace 80 de la AP-4 hasta Arcos de la Frontera seguía el trazado de la actual autovía A-382.
Desde Arcos de la Frontera hasta el norte de Antequera seguía el trazado de la actual carretera A-384, pasando por Olvera y Campillos.
Desde el norte de Antequera seguía hasta Guadix siguiendo el trazado de la actual autovía A-92. No obstante entre Estación de Salinas y Loja coincidía con la antigua carretera N-321.
Desde Guadix (Granada) seguía hasta Puerto Lumbreras (Murcia) siguiendo el trazado de la actual autovía A-92N, pasando por Baza, Cúllar y Vélez-Rubio. Parte de su trazado pasa por las actuales A-4004, A-4005, A-4100 y A-92N.
Actualmente se conserva un ramal de conexión de 0,47 km de la N-342 entre la autovía A-92 y Guadix.

## Futuro
Está previsto que todo el tramo de carretera convencional entre Arcos de la Frontera y Antequera (A-384) sea convertido en la autovía autonómica A-382 en todo su recorrido. Así toda la antigua carretera N-342 estará en su totalidad convertida en autovía.